# Iglesia de Carabuco
La iglesia de Carabuco es una iglesia católica ubicada en la provincia de Camacho del departamento de La Paz, al oeste de Bolivia. Es un templo católico de la época colonial,declarado monumento nacional del Estado Plurinacional de Bolivia en1967. La iglesia tiene un estilo barroco.

## Historia
La iglesia, que está ubicada al noreste de la plaza principal del pueblo, fue construida a finales del siglo XVI y posteriormente refaccionada en el siglo XVIII por orden del cacique Agustín Siñani. El templo fue declarado monumento nacional según el decreto supremo N.º 8171 de 7 de diciembre de 1967 y restaurado entre enero de 2003 y abril de 2005.

## Advocación y sincretismo religioso
La iglesia se levantó bajo la advocación de san Bartolomé, con quien se identificó al dios aimara Tunupa durante la Colonia. Según la tradición, Tunupa fue martirizado en Carabuco. La leyenda cuenta que Tunupa llevaba consigo una cruz que fue encontrada después de la conquista y con motivo de este hallazgo se construyó el templo.

## Arte sacro
Entre los varios trabajos de arte sacro que se encuentran en el tempo, se consideran como los más importantes cuatro lienzos  que representan escenas del Juicio Final, Infierno, Gloria y Purgatorio,  pintados por Joseph López de los Ríos en 1684 y en los cuales se representa el lago Titicaca, el cual se encuentra a tan solo unos metros de la iglesia.  